# Sprengel Lüneburg
Der Sprengel Lüneburg ist einer von sechs nicht selbständigen Unterbezirken der Evangelisch-lutherischen Landeskirche Hannovers, die sich in die Sprengel Hannover, Hildesheim-Göttingen, Osnabrück, Lüneburg, Ostfriesland-Ems und Stade unterteilt.

## Geographische Lage

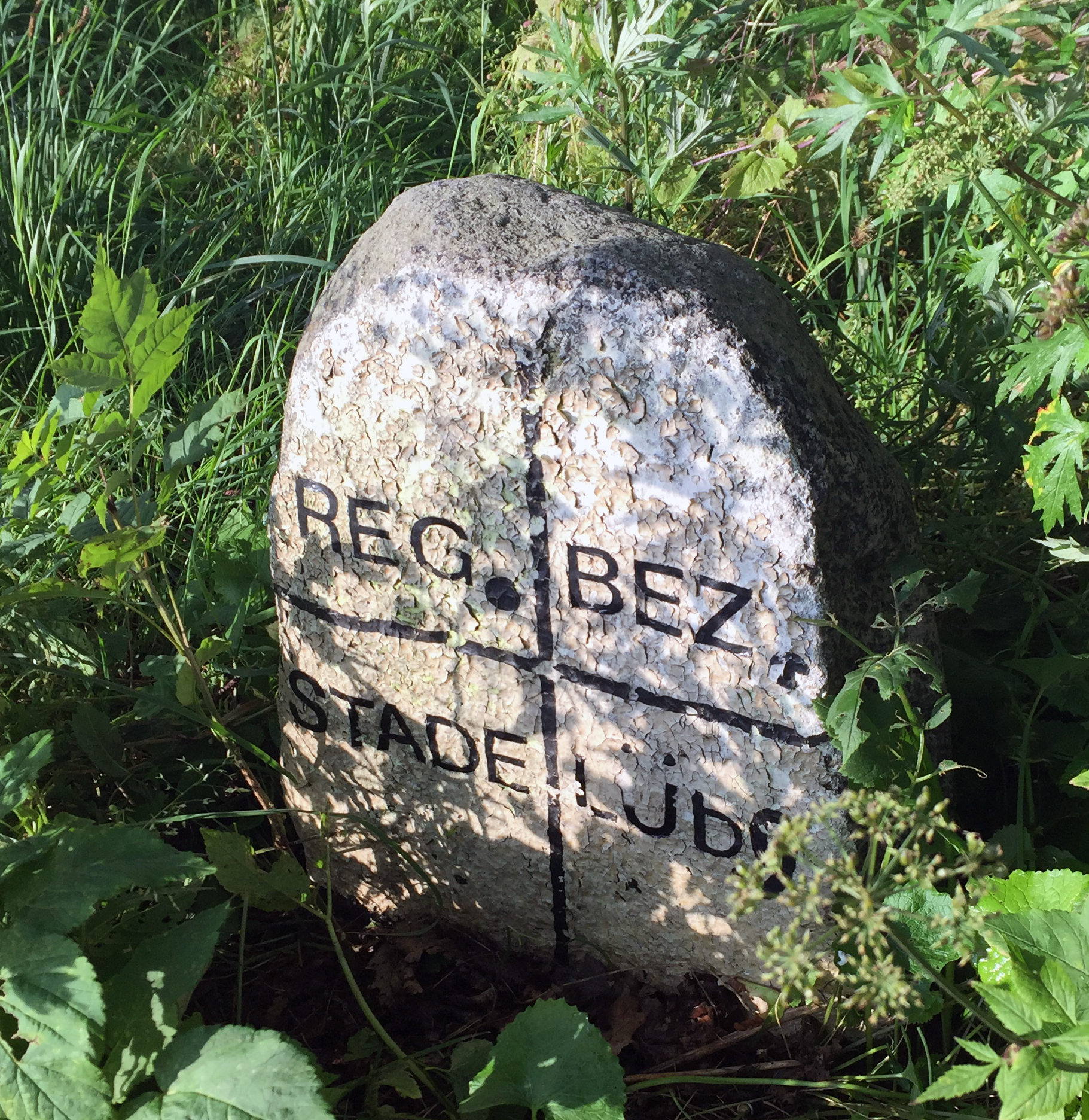
Grenze zum Erzstift Bremen seit 1236, später zum Regierungsbezirk Stade und heute noch der Kirchengemeinde Elstorf, des Kirchenkreises Hittfeld und damit des Sprengels Lüneburg an der Landscheide Eilendorf in Buxtehude.

Der Sprengel Lüneburg liegt im Nordosten Niedersachsens und der Evangelisch-lutherischen Landeskirche Hannovers und umfasst die Lüneburger Heide mit ihren Randgebieten. Er grenzt:
- im Norden und Nordosten an die Evangelisch-Lutherische Kirche in Norddeutschland,
- im Osten an die Evangelische Kirche in Mitteldeutschland,
- im Süden an die Evangelisch-Lutherische Landeskirche in Braunschweig und den Sprengel Hildesheim-Göttingen,
- im Westen an die Sprengel Hannover, Osnabrück und Stade.

## Struktur
Mit 640.000 Gemeindegliedern ist der Sprengel Lüneburg der größte der Hannoverschen Landeskirche. Zwischen Hittfeld im Norden und Wolfsburg im Süden, zwischen Walsrode im Westen und Lüchow im Osten erstreckt sich die Region. 1989 wurde das Amt Neuhaus in den Kirchenkreis Bleckede des Sprengels integriert, lag es doch vorher in der Evangelisch-Lutherischen Landeskirche Mecklenburgs im Gebiet der DDR.
Am 1. Juli 2007 wurden aufgrund einer landeskirchlichen Strukturreform die Kirchenkreise Gifhorn und Wolfsburg vom bisherigen Sprengel Hildesheim eingegliedert.

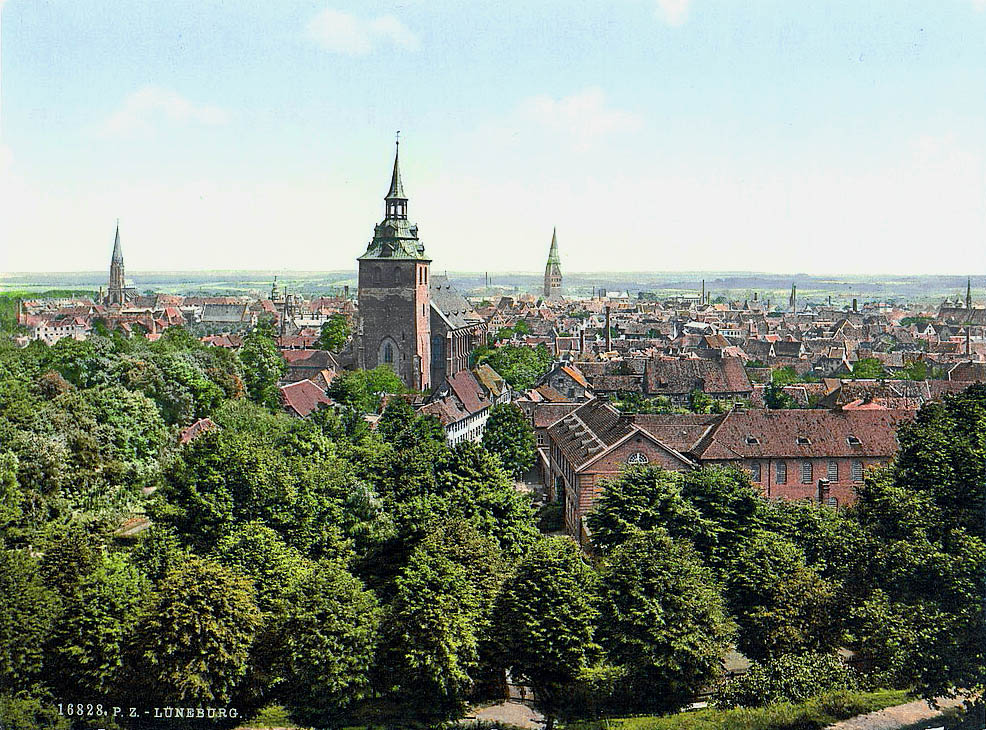
Lüneburg (um 1895)

Zentrum des Sprengels ist die alte Salzstadt Lüneburg mit den jahrhundertealten Kirchen St. Johannis, St. Michaelis und St. Nicolai.
Der Sprengel umfasst nach der Fusion der Kirchenkreise Lüneburg und Bleckede die zehn Kirchenkreise Celle, Gifhorn, Hittfeld, Lüchow-Dannenberg, Lüneburg, Soltau, Uelzen, Walsrode, Winsen (Luhe) und Wolfsburg-Wittingen. Diese gliedern sich Stand August 2023 in 220 Kirchengemeinden, in denen 350 Pastoren tätig sind. Der Sprengel umfasst ungefähr 470.000 Gemeindeglieder.

## Geschichte und Gegenwart

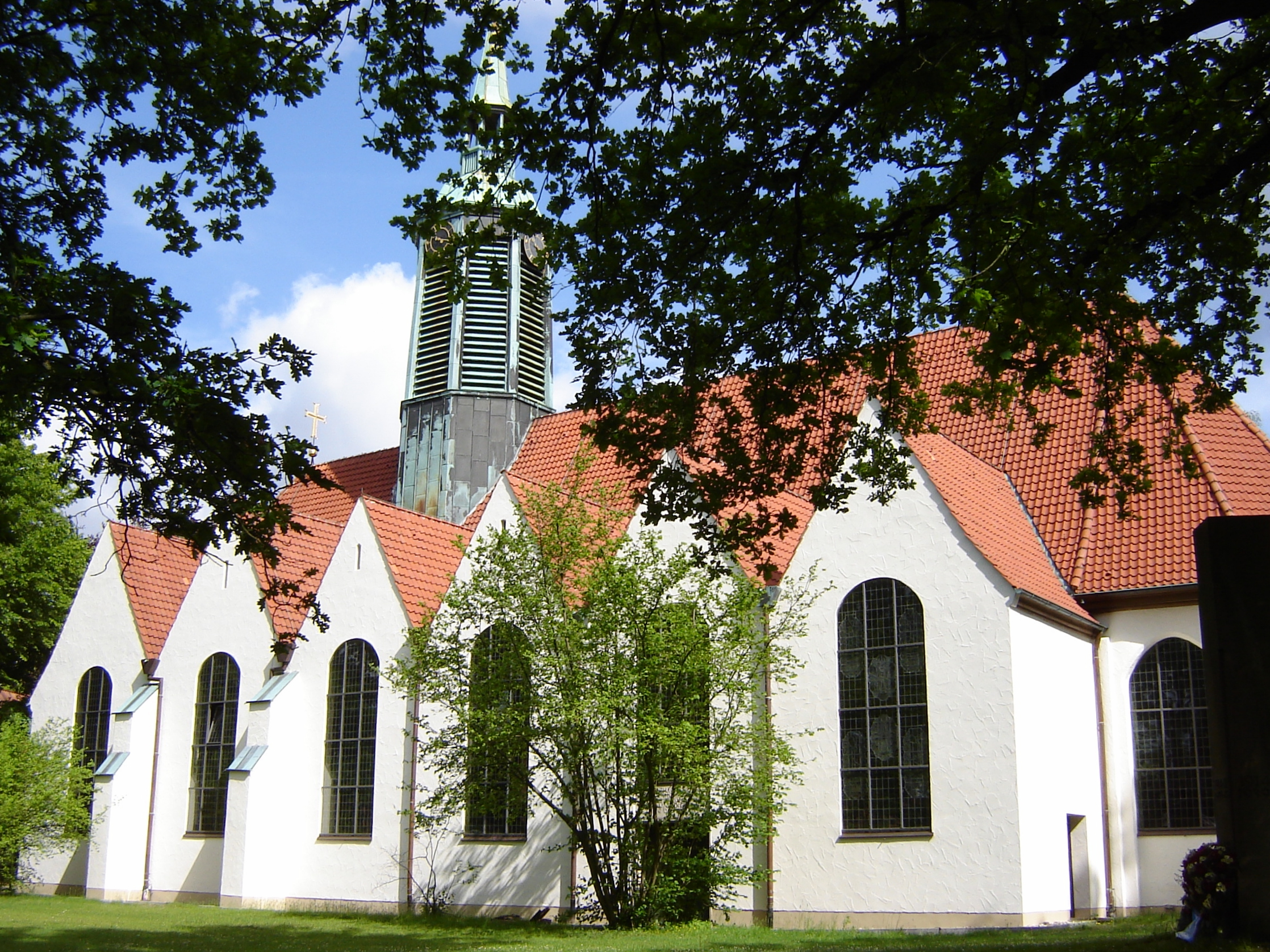
Peter-Paul-Kirche in Hermannsburg, Predigtkirche von Ludwig Harms

Die ostniedersächsische Frömmigkeit ist stark von der Erweckung geprägt. Ludwig Harms (1808–1865) verstand es als Pastor in Hermannsburg, mit seinen Predigten an die traditionsgebundenen Lebensformen der „Heidjer“ anzuknüpfen und sie für den christlichen Glauben lutherischer Prägung zu begeistern. Noch heute vermittelt die von Harms ins Leben gerufene Hermannsburger Mission (heute: Evangelisch-Lutherisches Missionswerk) mit ihren Ausbildungsstätten geistliche Kraft für die „Innere“ und die „Äußere“ Missionstätigkeit.
Lutherischen Glauben gibt es im Sprengel Lüneburg seit Einführung der Reformation durch Herzog Ernst der Bekenner. Die Lüneburger Kirchenordnung von 1643 hat in weiten Teilen noch heute Gültigkeit.
Zwischen 1949 und 1990 prägte die Grenzlage zur DDR die Arbeit im Sprengel Lüneburg. Die wirtschaftliche Schwächung ist bis heute noch spürbar. Aufgrund der aber schon früher einsetzenden Abwanderung sind die Regionen Lüchow-Dannenberg, Uelzen und Lüneburg die am dünnsten besiedelten Gebiete der Hannoverschen Landeskirche.
Die jüngere deutsche Geschichte und die Verantwortung für sie auch seitens der evangelisch-lutherischen Christen wird ebenfalls im Sprengel deutlich: in Bergen-Belsen befand sich im Dritten Reich ein Konzentrationslager, in dem noch in den letzten Kriegsjahren Tausende von Menschen umkamen, unter ihnen Anne Frank.
Unweit entfernt liegt der Truppenübungsplatz Bergen, aus dessen Gebiet Anfang der 1930er Jahre zahlreiche Einwohner ausgesiedelt wurden. In Munster gibt es die einzige Militärkirchengemeinde innerhalb der Hannoverschen Landeskirche.
Die Fragen der Nutzung der Kernenergie und der Endlagerung der Abfallstoffe sorgen im Gebiet um Gorleben immer wieder für Diskussionen und Demonstrationen, in die sich auch viele besorgte Kirchenglieder mit ihren Gemeinden beteiligen.

## Landessuperintendentur/Regionalbischof

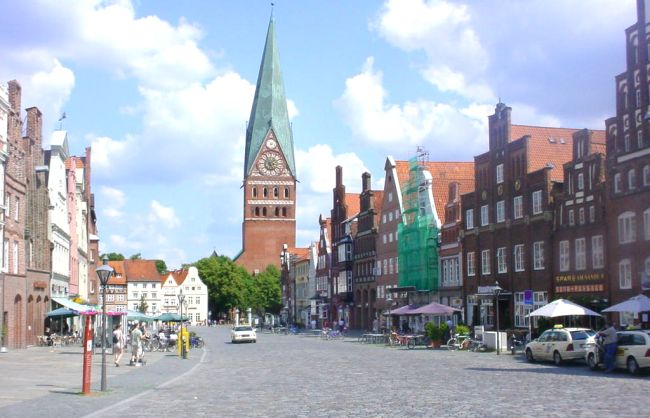
Blick auf die St.-Johannis-Kirche in Lüneburg

### Leitung des Sprengels
Die geistliche Leitung des Sprengels Lüneburg obliegt dem Amtsinhaber der Lüneburger Landessuperintendentur. Dessen Sitz war von 1936 bis 1954 Medingen. 1954 kaufte die Landeskirche von der Jewish Trust Corporation for Germany das Grundstück Schifferwall 5 in Lüneburg, auf dem ein neuer Dienstsitz für den Landessuperintendenten errichtet wurde. Von Lüneburg aus werden bischöfliche Aufgaben wie Ordination von Geistlichen, Visitationen von Kirchengemeinden und Einweihungen sakraler Gebäude vorgenommen und Tätigkeiten ausgeübt, die von der Bischofskanzlei in Hannover alleine schon aus Entfernungsgründen delegiert werden. Seit 2020 trägt der Amtsinhaber den Titel Regionalbischof.
Das Haus kirchlicher Dienste der Landeskirche übernimmt Aufgaben der Verwaltung für die Landessuperintendentur.
Die Predigtkirche der Lüneburger Landessuperintendentur ist die St.-Johannis-Kirche.
Der Regionalbischof, bis 2019 Landessuperintendent, ist per Amt Mitglied im Bischofsrat der Evangelisch-lutherischen Landeskirche Hannovers.

### Landessuperintendenten
- 1936–1954: Johann Feltrup
- 1954–1964: Wilhelm Dornblüth
- 1964–1979: Dieter Andersen
- 1979–1988: Tielko Tilemann
- 1988–1997: Hans-Christian Drömann
- 1997–2011: Hans-Hermann Jantzen
- 2011–2021: Dieter Rathing
- 2021–2023: Stephan Schaede; Regionalbischof[5]
- ab 02. 2024 (des.):    Marianne Gorka[3]

## Sprengelbeirat
Dem Landessuperintendenten stand bis zur Abschaffung zum 1. Januar 2010 der Sprengelbeirat zur Seite, dessen Mitglieder aus allen Kirchenkreisen des Sprengels kamen.

## Ephorenkonvent
Die leitenden Geistlichen der zehn Kirchenkreise, die Superintendenten, bilden den Ephorenkonvent des Sprengels. Einer der Amtsinhaber ist Stellvertreter des Regionalbischofs.

## Sprengeldienste, -einrichtungen
- Haus kirchlicher Dienste (Sprengelbüro)- u. a. mit Frauenwerk, Kirchlicher Dienst in der Arbeitswelt, Kirchlicher Dienst im Tourismus (Arbeitskreis Heide), Missionarisches Zentrum Hanstedt[7]
- Evangelische Erwachsenenbildung Lüneburg (EEB Lüneburg)
- Fachberatung für evangelische Kindertageseinrichtungen[8]

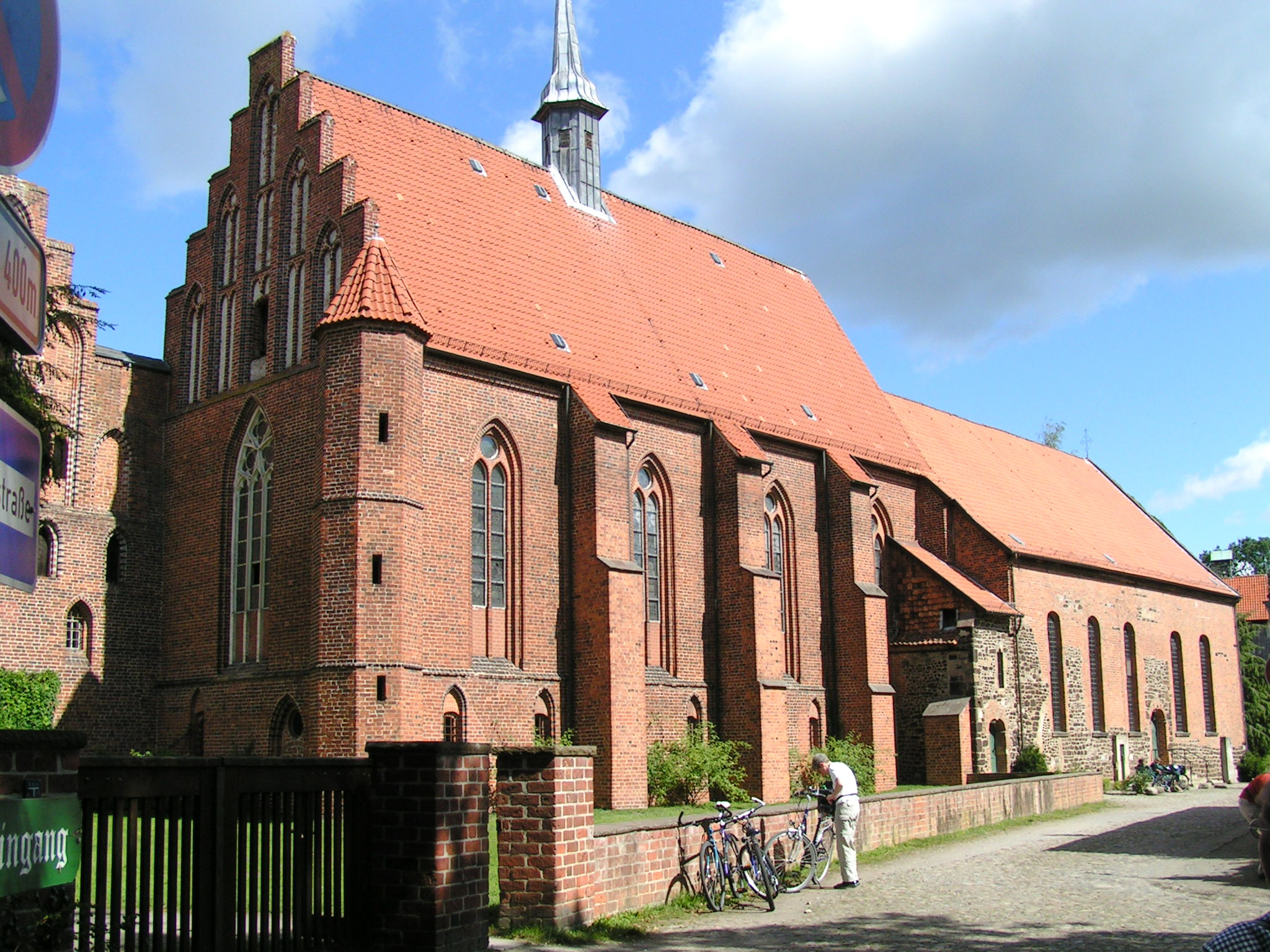
Kloster Wienhausen bei Celle

- Kloster Ebstorf
- Kloster Isenhagen
- Kloster Medingen
- Kloster Walsrode
- Kloster Wienhausen
- Pastoralpsychologischer Dienst[9]

## Mitglieder der Landessynode
Aus dem Sprengel werden auch die Mitglieder in das höchste parlamentarische Gremium der Landeskirche, die Landessynode entsandt.